# Monture Canon R

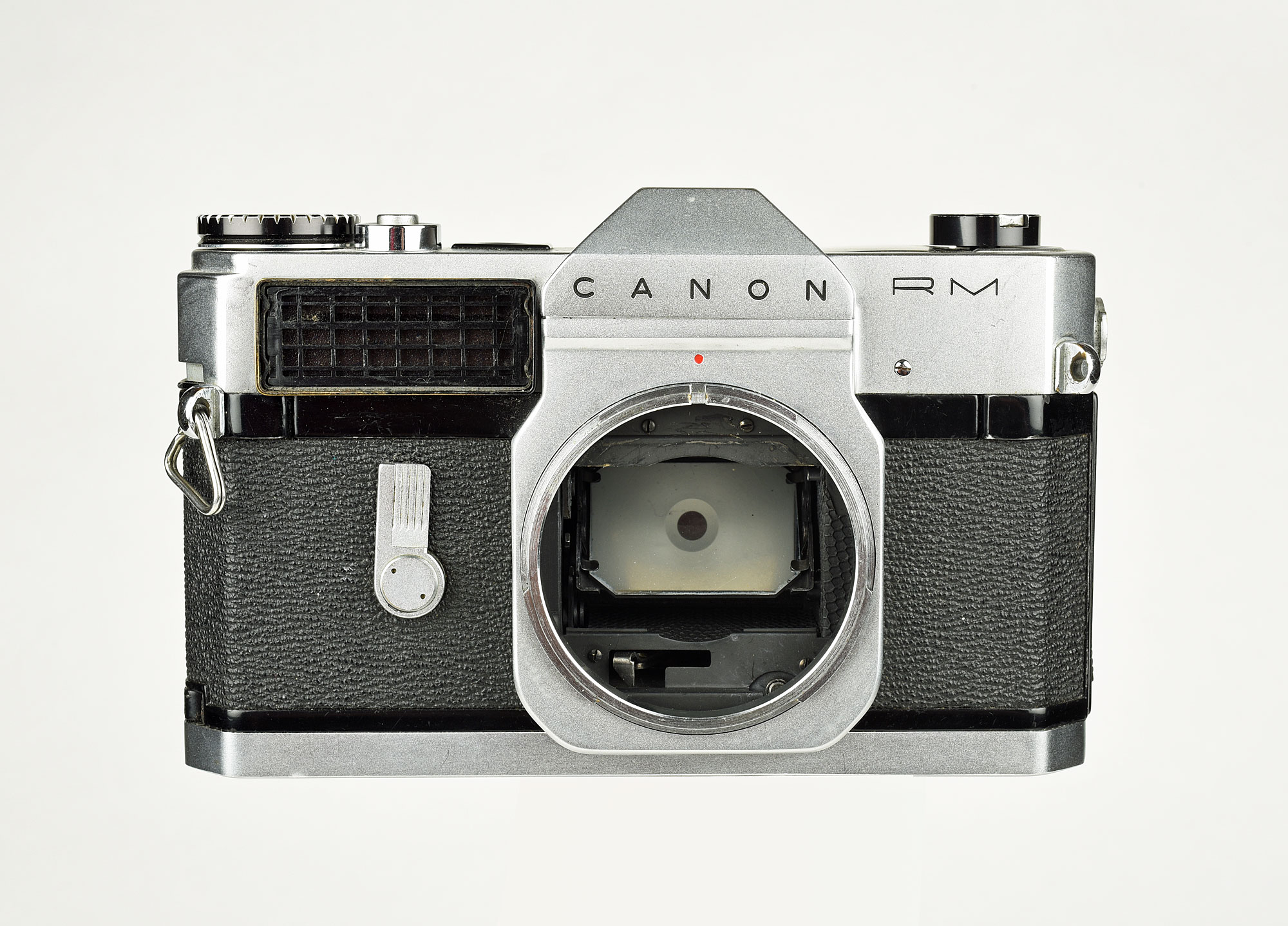
Canonflex RM avec la monture R

La monture Canon R est un format de monture permettant de fixer un objectif photographique sur le boîtier d'un appareil reflex au format 35 mm. Elle a été introduite en mars 1959 sur le Canon Canonflex, presque en même temps que la monture Nikon F.
La monture R a été développée pour le premier appareil reflex de Canon. Le système de fixation utilisé est dit "breech lock" dans lequel la liaison entre l'appareil et l'objectif est assurée par un anneau rotatif solidaire de ce dernier. Théoriquement, ce système assure une plus faible usure des surfaces de contact que la monture à baïonnette du fait de l'absence de friction entre les deux surfaces, mais dans les décennies suivantes les progrès dans les matériaux utilisés et le fait que les marques concurrentes n'avaient aucun problème d'usure ont rendu cette précaution inutile. Canon est donc passé à un système de baïonnette dès sa monture FD "New" puis pour la monture EF des appareils autofocus Canon. Pour assurer le verrouillage, l'anneau extérieur de la monture R doit être tourné d'environ 1/4 de tour vers la droite. Le tirage mécanique de 42 mm, faible pour un reflex au format 35 mm, facilitait la conception des objectifs grand angle, qui bénéficiaient de la plus faible distance entre la lentille arrière et le plan de la pellicule. Le diamètre intérieur de 48 mm, plus grand que celui de la monture M42 et de la monture Nikon F (44 mm), permet de réduire le vignettage avec les objectifs très ouverts.
La monture R a été abandonnée en 1964 et remplacée par la monture Canon FL dont les caractéristiques mécaniques sont identiques en ce qui concerne le positionnement et le verrouillage, le poussoir en bas de la monture changeant de fonction et de sens de fonctionnement.

## Appareils à monture R
- Canon Canonflex (1959)[1]
- Canon Canonflex R2000 (1960)[3]
- Canon Canonflex RP (1960)[4]
- Canon Canonflex RM (1962)[5]

## Objectifs à monture R

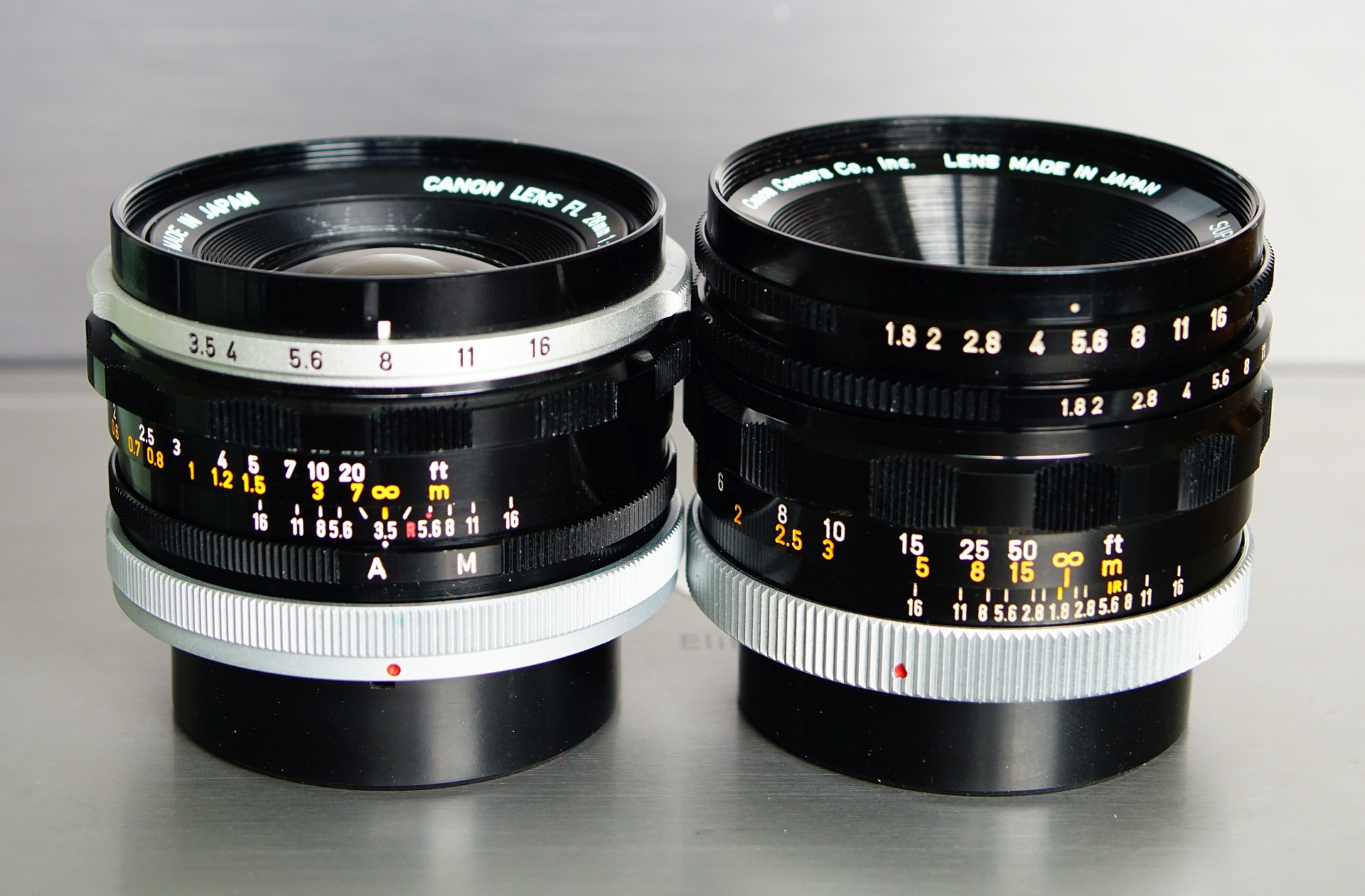
Objectifs Canon FL 28mm et Canon R Super-Canomatic 50mm

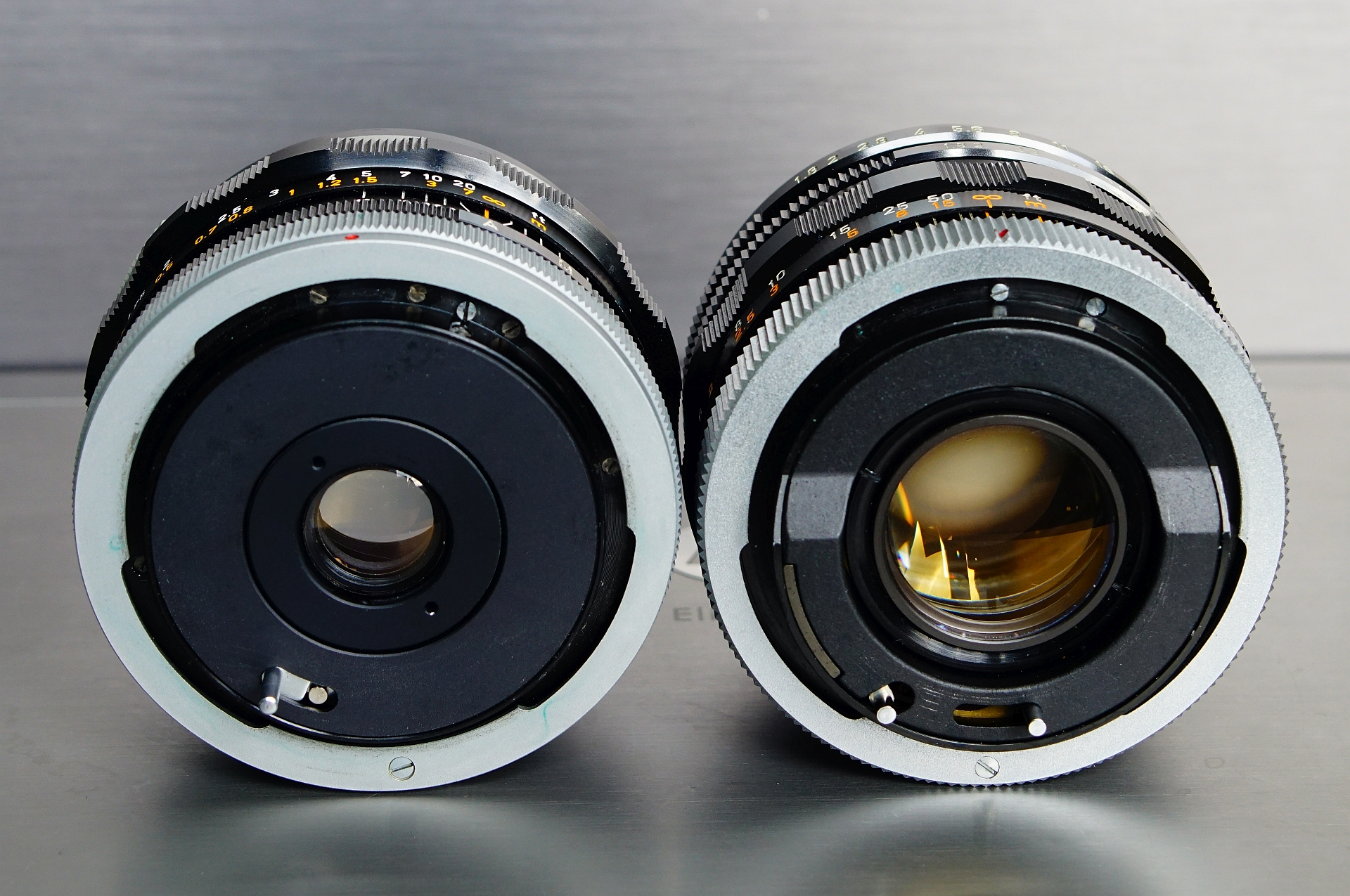
Vue arrière des objectifs Canon FL 28mm et Canon R Super-Canomatic 50mm

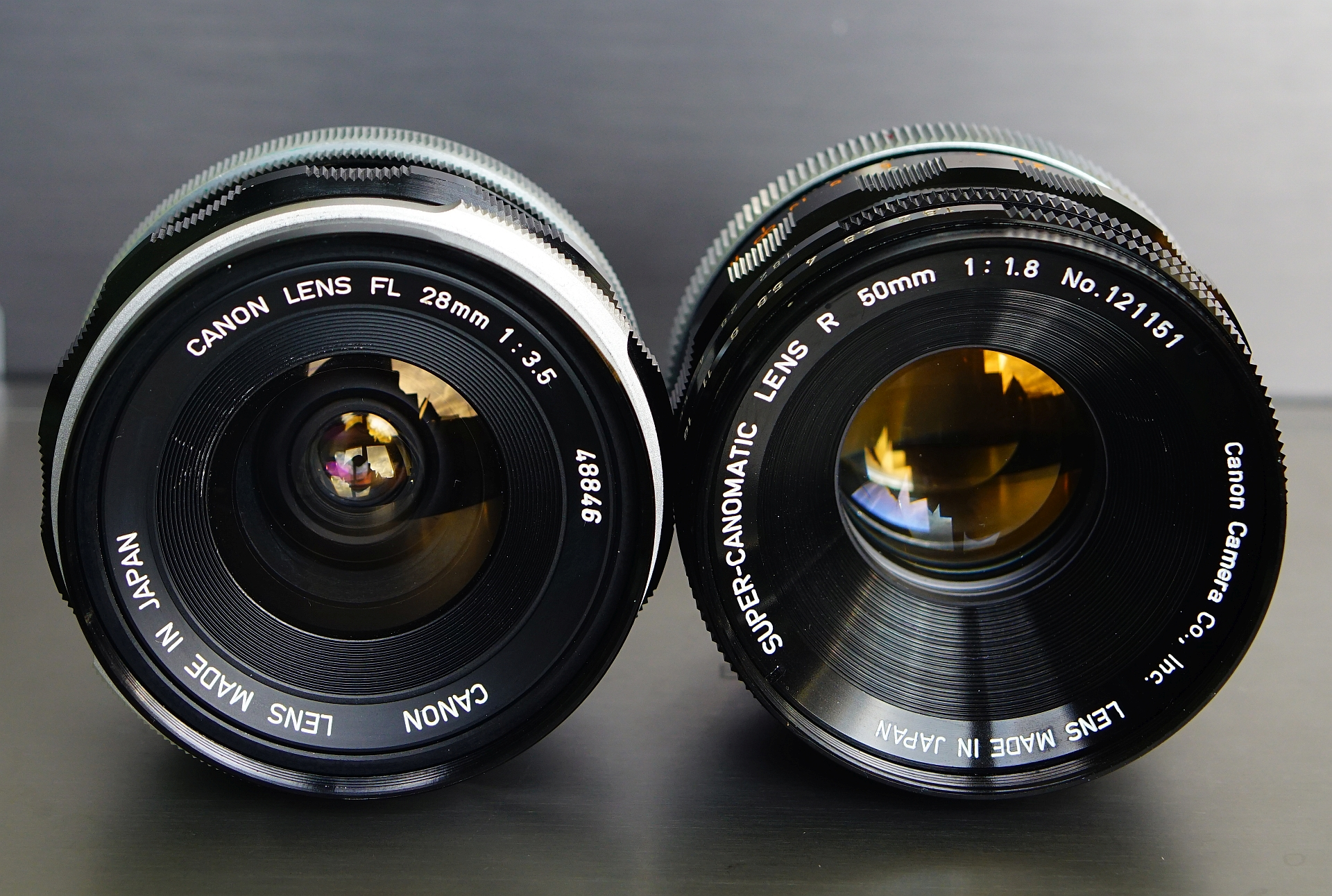
Vue de face des objectifs Canon FL 28mm et Canon R Super-Canomatic 50mm

Source :

### Zoom
- 55-135mm f/3.5 (1963)

### Grand angle (en-dessous de 50 mm)
- 35mm f/2.5 (1960)

### Standard (50-60 mm)
- 50mm f/1.8 I (1959)
- 50mm f/1.8 II (1960)
- 50mm f/1.8 III (1963)
- 58mm f/1.2 (1962)

### Téléobjectif (au-dessus de 60 mm)
- 85mm f/1.8 (1961)
- 85mm f/1.9 (1960)
- 100mm f/2 (1959)
- 100mm f/3.5 I (1961)
- 100mm f/3.5 II (1963)
- 135mm f/2.5 (1960)
- 135mm f/3.5 I (1959)
- 135mm f/3.5 II (1961)
- 200mm f/3.5 (1959)
- 300mm f/4 (1960)
- 400mm f/4.5 (1960)
- 600mm f/5.6 (1960)
- 800mm f/8 (1960)
- 1000mm f/11 (1960)
- 2000mm f/11 (1960)